# SK Ježovy
SK Ježovy (celým názvem: Sportovní klub Ježovy) byl český klub ledního hokeje, který sídlil v obci Ježovy v Plzeňském kraji. Zanikl byl v roce 2013. V letech 2011–2013 působil v Plzeňské krajské soutěži – sk. C, sedmé české nejvyšší soutěži ledního hokeje.
Své domácí zápasy odehrával v Klatovech na tamějším zimním stadionu s kapacitou 3 250 diváků.

## Přehled ligové účasti
Stručný přehled
Zdroj: 
- 2010–2011: Plzeňská krajská soutěž – sk. B (6. ligová úroveň v České republice)
- 2011–2013: Plzeňská krajská soutěž – sk. C (7. ligová úroveň v České republice)

Jednotlivé ročníky
Zdroj: 
Legenda: ZČ - základní část, červené podbarvení - sestup, zelené podbarvení - postup, fialové podbarvení - reorganizace, změna skupiny či soutěže
| Česko (2010 – 2013) |                                 |           |           |                                       |          |
| Sezóny              | Soutěž                          | Úroveň    | ZČ        | Play-off, nadstavba, sk. o udržení... | Poznámky |
| 2010/11             | Plzeňská krajská soutěž – sk. B | 6. úroveň | 10. místo |                                       | Sestup   |
| 2011/12             | Plzeňská krajská soutěž – sk. C | 7. úroveň | 7. místo  | Čtvrtfinále                           |          |
| 2012/13             | Plzeňská krajská soutěž – sk. C | 7. úroveň | 7. místo  | Čtvrtfinále                           |          |